# Георг Людвиг II Эрбах-Шёнбергский
Граф Георг Людвиг II Эрбах-Шёнбергский (нем. Georg Ludwig II. zu Erbach-Schönberg; 27 января 1723 или 1723, Шёнбург (Рейн), Рейн-Хунсрюк или Замок Шёнберг, Гессен — 11 февраля 1777 или 1777, Плён, Шлезвиг-Гольштейн) —  немецкий правитель, Александровский кавалер (1773).

## Биография
Родился в 1723 году в замке Шёнберг, в семье правителя — графа Георга Августа (1691—1758) и его жены графиня Фердинанды Генриетты Штолберг-Гедернской (1699—1750).
Детство провёл в Шёнберге, среднее образование получил в учебном заведении Клостерберге поблизости от Магдебурга, затем обучался в университете Галле. После окончания обучения, совершил несколько образовательных поездок во Францию и Нидерланды.
В 1758 году, после смерти отца, стал правящим графом Эрбаха-Шёнберга. 
11 ноября 1764 года в городе Плёне Георг Людвиг II Эрбах-Шёнбергский женился на принцессе Фридерике Софии Шарлотте Шлезвиг-Гольштейн-Зондербургской (1736—1769), дочери герцога Фридриха Карла Шлезвиг-Гольштейн-Зондербург-Пленского. В браке родилась мертворожденная дочь 22 ноября 1766 года, при родах второго ребёнка графиня скончалась. 
Граф никогда больше не женился. Он скончался умер 11 февраля 1777 года в Плене. Его тело было доставлено в Гронау и похоронено в семейной усыпальнице.